# 24e parallèle nord
Pour les articles homonymes, voir 24e parallèle.
En géographie, le 24e parallèle nord est le parallèle joignant les points de la surface de la Terre dont la latitude est égale à 24° nord.

## Géographie

### Dimensions
Dans le système géodésique WGS 84, au niveau de 24° de latitude nord, un degré de longitude équivaut à 101,752 km ; la longueur totale du parallèle est donc de 36 631 km, soit environ  91,4% de celle de l'équateur. Il en est distant de 2 655 km et du pôle Nord de 7 347 km,.
Comme tous les autres parallèles à part l'équateur, le 24e parallèle nord n'est pas un grand cercle et n'est donc pas la plus courte distance entre deux points, même situés à la même latitude. Par exemple, en suivant le parallèle, la distance parcourue entre deux points de longitude opposée est 18 315 km ; en suivant un grand cercle (qui passe alors par le pôle nord), elle n'est que de 14 694 km.

### Durée du jour
À cette latitude, le soleil est visible pendant 13 heures et 37 minutes au solstice d'été, et 10 heures et 39 minutes au solstice d'hiver.

### Régions traversées
Pays traversés
 Mexique (états du Basse-Californie du Sud, Sinaloa, Durango, Zacatecas, San Luis Potosí, Nuevo León et Tamaulipas)
 Bahamas (îles de Cay Sal Bank, Andros et Exumas)
Sahara Occidental (Maroc / Front Polisario)
 Mauritanie
 Mali
 Algérie
 Libye
 Égypte
 Arabie Saoudite
 Émirats Arabes Unis
 Oman
 Pakistan (province du Sind)
 Inde (états du Gujarat (sur 8 km), du Rajasthan (sur 12 km), du Madhya Pradesh, de l'Uttar Pradesh, du Chhattisgarh, du Jharkhand et du Bengale-Occidental)
 Bangladesh (sur 1 km)
 Inde (état du Bengale-Occidental, sur 2 km)
 Bangladesh
 Inde (états du Tripura et Mizoram)
 Birmanie (sur 14 km)
 Inde (état du Manipur sur 15 km)
 Birmanie (sur 16 km)
 Inde (état du Manipur)
 Birmanie
 Chine
 Taïwan (sur l'île principale)